# Shekhupura
Shekhupura là một thành phố thuộc Punjab, Pakistan. Thành phố có dân số ước tính năm 2010 là 426.980 người. Đây là thành phố lớn thứ 16 quốc gia này.